# Han Geng
Han Geng (chino: 韩庚; Mudanjiang, Heilongjiang, 9 de febrero de 1984) es un cantante y actor chino. Han Geng fue elegido como portador de la antorcha para los Juegos Olímpicos de Pekín 2008 por su contribución a los cambios culturales entre China y Corea del Sur. Es principalmente conocido por ser exmiembro del grupo masculino surcoreano Super Junior.

## Primeros años
Han Geng, nació en Mudanjiang, Heilongjiang, China. A la edad de 13 años, fue aceptado en la Central University for Nationalities y dejó Mudanjiang de Pekín para perfeccionar su arte en la danza. En diciembre de 2001, un amigo de Han le notificó de una audición de búsqueda de talentos que iba a ser celebrada en Pekín. Su amigo lo animó para que hiciera la audición. Juntos se matricularon para el, H.O.T. CHINA Audition Casting, una audición de fundición que fue organizada por la agencia de talento de Corea y la etiqueta SM Entertainment. La competencia era de 3000 a 1, y Han no tenía ninguna esperanza de ser seleccionado después de que las audiciones terminaron. Después de la audición, Han comenzó a trabajar brevemente como actor de cameo en cortometrajes de bajo presupuesto de China para ganar un sueldo antes de entrar a la universidad. A finales de agosto de 2002, Han fue notificado que había sido aceptado en SM Entertainment. Después de la graduación de Han en la Central University for Nationalities, fue enviado a Corea del Sur y recibió clases privadas de canto, danza y actuación, así como clases del idioma coreano. A mediados de 2003, Han fue trasladado a los dormitorios y vivió con otros alumnos que estaban bajo la misma etiqueta.

## Carrera musical

### Super Junior
El 6 de noviembre de 2005, fue anunciado oficialmente como miembro de la primera generación de Super Junior 05. Tres meses más tarde después del anuncio, Han Geng hizo su primera aparición para los medios de comunicación como un modelo de pasarela en un desfile de moda organizado por Bum Suk.
Con un total de doce miembros, Super Junior 05 debutó oficialmente el 6 de noviembre de 2005 en el programa de música de SBS Popular Songs, interpretando su primer sencillo, «TWINS (Knock Out)».
Su debut atrajo a más de 500 aficionados y también espectadores de China y Japón. El álbum de estudio fue lanzado un mes más tarde, el cual debutó en el puesto #3 en el MIAK K-pop, la lista mensual de álbumes pop.
En marzo de 2006, SM Entertainment comenzó a reclutar nuevos miembros para la próxima generación de Super Junior. Sin embargo, los planes cambiaron cuando la compañía agregó a un decimotercer miembro, Kyuhyun, y la empresa declaró un alto en la formación de las futuras generaciones de Super Junior. El grupo abandonó el sufijo «05» y se convirtió oficialmente acreditado como Super Junior.
El grupo estrenó su primer CD y su sencillo «U» en el verano siguiente, se convirtió en el sencillo más exitoso de Super Junior en las listas de música, hasta el lanzamiento de «Sorry, Sorry» en marzo de 2009.
Han Geng era uno de los pocos miembros de Super Junior que activamente aparecía en variety shows, siendo un invitado habitual en Love Letter y Star Golden Bell.
Aparte de Corea del Sur, también es conocido en China, donde ha hecho apariciones de invitado en más de tres espectáculos de variedades diferentes, siendo uno de los primeros ídolos del k-pop que aparecen en ellas.
Han Geng se convirtió en una celebridad nacional en China, con el debut del subgrupo Super Junior-M el 8 de abril de 2008. El subgrupo lanzó su primer álbum de estudio en chino, Me el 2 de mayo de 2008. El álbum debutó en los Taiwan's G-music en los puestos #2 y #1.

### Actuación
Han Geng hizo una aparición con Eunhyuk como un amigo de Heechul en un episodio del drama de MBC Rainbow Romance a principios del 2006. En agosto de 2006, Han Geng interpretó el papel de un oficial de policía en el video musical de Zhang Liyin «Timeless», protagonizado junto a Lee Yeon-hee y su compañero de grupo Siwon. El vídeo de música de dos partes fue lanzado en septiembre de 2006. El video musical fue clasificado N º 1 durante cuatro semanas en Melon's Video Chart.
En noviembre de 2007, Han Geng colaboró de nuevo con Zhang Liyin para su video musical en chino, «I Will», y «The Left Shore of Happiness», de nuevo junto a Lee Yeon-hee y Siwon. Los vídeos musicales fueron estrenados en febrero de 2008.
La primera película de Han Geng fue Attack on the Pin-Up Boys, una producción de SM donde todos los miembros de Super Junior, a excepción de Kyuhyun aparecen en la película. Han Geng interpretó el papel corto de un jugador de baloncesto que debido a su popularidad es atacado una noche. A pesar de las críticas positivas, a la película no le fue bien en la taquilla. Sin embargo, las cuatro ediciones de DVD de la película se agotaron y rompió récords de éxitos. A finales del 2008, Han Geng filmó el mini drama de CCTV llamado Stage of Youth de China. Él interpreta el papel de Xia Lei, un joven que tiene que pasar numerosos obstáculos y desafíos para alcanzar su sueño de ser la estrella de baile de la nueva generación. El drama cuenta con 12 episodios, era el Año nuevo Especial chino (Chinese New Year Special) y también un tributo a los Juegos Olímpicos de Pekín 2008. Fue transmitida por CCTV-Children (少儿频道) del 19 de enero al 31 de 2009.

### Juegos Olímpicos de Pekín 2008 (portador de la antorcha)
El 20 de marzo de 2008, Han Geng fue anunciado como uno de los portadores de la antorcha para los Juegos Olímpicos de Pekín 2008, el primero del grupo en ser elegido en la historia. Han Geng simultáneamente ha promovido la cultura china en Corea, ganándose un lugar como portador de la antorcha. Su relevo de antorcha estaba en la ruta de Pekín el 7 de agosto de 2008, fue el corredor número 240. No sólo portó la antorcha de los Juegos Olímpicos de Pekín 2008, también cantó y participó en el vídeo «Beijing Welcomes You».

## Controversias

### Vida
Antes de su debut, Han Geng entraba a Corea con un visado de vacaciones y tenía que regresar a China cada tres meses por uno nuevo. Después de debutar en el 2005, la empresa obtuvo un pasaporte E-6 (Entertainment Industry), lo que le permitía permanecer por períodos más largos. Sin embargo, el pasaporte estrictamente limitaba sus actividades de promoción y presentaciones en diversas empresas de radiodifusión en Corea. A pesar de las restricciones de visado, Han Geng pudo realizar con el resto de Super Junior el M.NET/KM Music Festival en 2007 y los Golden Disk Awards. El 1 de agosto de 2008, la ley del gobierno coreano de restricciones contra extranjeros fue levantada, y ahora permiten a actores extranjeros en Corea funcionar con cada estación.

### Demanda contraSM Entertainment
Más información: Super Junior#Demanda contra SM Entertainment
El 21 de diciembre de 2009, se lanzaron reportes anunciando que Han Geng, oficialmente presentó una demanda contra SM, en la Corte Distrital de Seúl, pidiendo una terminación del contrato. Una vez que esta noticia fue lanzada, el nivel de esta explosión no fue menos que el caso anterior de TVXQ , que pasó por el mismo problema.
Sus relaciones con SM Entertainment finalizaron, trayendo como consecuencia su separación de profesional de Super Junior y a su vez del subgrupo Super Junior-M. Han Geng continúa siendo un buen amigo de Heechul, y prueba de ello son fotos que Heechul ha publicado en su Twitter.
Los demás integrantes de Super Junior han preferido no dar declaraciones al respecto. Kyuhyun manifestó en diciembre de 2009 que «incluso un animal sabe que no debe morder la mano de quien lo alimenta», haciendo alusión a la demanda contra SM Entertainment, que catapultó a Han Geng al estrellato. Más tarde expresó que solo quería que Han Geng fuera por el buen camino. El Tribunal Central de Seúl, el 21 de diciembre falló a razón de Han Geng, por lo que es un artista libre.

## Filmografía
- Más información : Filmografía de Super Junior

### Cine
| Año  | Título                                          | Rol              | Notas         |
| ---- | ----------------------------------------------- | ---------------- | ------------- |
| 2007 | Attack on the Pin-Up Boys 꽃미남 연쇄 테러 사건 | el mismo         | Solo en Corea |
| 2013 | So Young 致我们终将逝去的青春                   | Lin Jing         | China         |
| 2014 | Transformers: la era de la extinción            | él mismo (cameo) | 2014          |
| 2017 | The Founding of an Army                         | Zhang Xueliang   |               |

### Series de televisión
| Año             | Título                          | Rol          | Canal         | Notas                       |
| --------------- | ------------------------------- | ------------ | ------------- | --------------------------- |
| 2006            | Rainbow Romance 레인보우 로망스 | himself      | MBC           | Estrella invitada (Ep. 136) |
| 2009            | Stage of Youth 青春舞台         | Xia Lei 夏磊 | CCTV-Children | Mini-drama                  |
| 2020 - presente | The Heritage                    | -            |               |                             |

### Apariciones en programas
| Año                      | Programa              | Notas                  |
| ------------------------ | --------------------- | ---------------------- |
| 2013 - 2015, 2017 - 2019 | Happy Camp            | 9 episodios - invitado |
| 2018                     | Street Dance of China | capitán y mentor       |
| 2016                     | Ace vs Ace            | episodio #4 - invitado |
| 2015                     | Hurry Up, Brother     | episodio #2.01         |
| 2012                     | Day Day Up            | invitado               |

### Revistas / sesiones fotográficas
| Año  | Título            | Notas                                                                 |
| ---- | ----------------- | --------------------------------------------------------------------- |
| 2020 | 出色WSJ.          | (publicación de febrero) - junto a Celina Jade                        |
| 2020 | Cosmoplitan China | (publicación de febrero) - junto a Celina Jade                        |
| 2020 | Cosmoplitan China | (publicación de febrero) - junto a Kim Jae-joong y Tomohisa Yamashita |
| 2020 | Variety China     | (publicación de enero)                                                |

### Apariciones en Vídeos musicales
- 2006:
  - Zhang Li Yin Feat. Xiah Junsu (TVXQ)- Timeless 1 Parte
  - Zhang Li Yin Feat. Xiah Junsu (TVXQ)- Timeless 2 Parte
- 2008:
  - Zhang Li Yin - I Will
  - Zhang Li Yin - The Left Shore of Happiness
- 2008:
  - "Beijing Welcomes You" varios artistas

## Discografía

### Otras canciones
| Año  | Título              | Álbum | Notas |
| ---- | ------------------- | ----- | --- |
| 2020 | With You By My Side | -     | junto a Zheng Shuang, Angelababy y Wang Yibo - (Canción para apoyar a quienes luchan contra el coronavirus) |

## Páginas Oficiales
- Wikimedia Commons alberga una categoría multimedia sobre Han Geng.
- Página oficial HanGeng
- Twitter Oficial HanGeng
- Weibo Oficial HanGeng
- Instagram Oficial HanGeng

- Datos: Q391429
- Multimedia: Han Geng / Q391429